# Вайвара (мыза)
Мы́за Ва́йвара (эст. Vaivara mõis, нем. Waiwara) — рыцарская мыза в муниципалитете Нарва-Йыэсуу уезда Ида-Вирумаа, Эстония. Согласно историческому административному делению мыза Вайвара относилась к приходу Вайвара. В годы Российской империи находилась на территории Эстляндской губернии. Памятником культуры является мызная кузница. Главное здание (господский дом) мызы не сохранилось.

## История мызы
К 1424 году относятся первые сведения о деревне Вайвер (Wayver) на месте мызы Вайвара. C 1499 года имеются сведения о мызе Вайвер (Waiver), однако её местоположение неизвестно. 
Мыза Вайвара находилась на Паргимяги (Парковой горке) — одном из трёх холмов Синимяэских высот — и в его окрестностях: на севере — хлев, водочная фабрика и каменная дорога; в центре холма было расположено главное здание мызы и в низине от него к югу — большинство хозяйственных построек.
Первый господский дом мызы находился в том же месте, где сейчас в земле находятся руины последнего господского дома (плато в конце улицы Парги). Первый  дом был двухэтажным, нижний этаж — из камня, второй — из дерева. Здание было симметричным вдоль своей оси и имело объёмную вальмовую крышу, посередине которой величественно возвышалась башня с конусовидным куполом, выполненным в стиле барокко.
В 1860 году в последний раз поменялось родовое семейство владетелей мызы, когда Карл Корф (Karl Korff) выкупил майорат. В 1869 году закрылась лошадиная почтовая станция Вайвара, т.к. осенью была открыта железная дорога Санкт-Петербург—Палдиски. После этого здание станции мыза стала использовать для своих нужд, а в дальнем конце шоссе хозяева мызы построили новую водочную фабрику.
На военно-топографических картах Российской империи (1846–1863 годы), в состав которой входила Эстляндская губерния, мыза обозначена как Вайвара.
Наибольшие переделки на мызе произошли после 1878 года, когда её унаследовал Константин Корф (Konstantin Korff). Больше всего изменился внешний облик господского дома, когда к 1888 год] его перестроили по проекту петербургского архитектора Карла Верхайма (Karl Wergheim). Единый объём крыши был поделен на части различными скатами и щипцами, и к зданию сделали разные пристройки.
В ходе земельной реформы 1919 года мыза была национализирована. С 1926 года господский дом мызы стали перестраивать под детский дом. Внутреннюю планировку полностью переделали, и детский дом въехал в здание в 1929 году. Перестройки были закончены в 1932 году. Вероятнее всего, часть хозяйственных мызных построек использовалась для нужд детского дома.
При отступлении Красной армии в 1941 году имущество детского дома и его воспитанники были перевезены в другое место, а бывшее главное здание мызы сожжено. Быстро отходившие советские войска в волости Вайвара имели хорошие укрепления и оказали наступающим немецким войскам сильное сопротивление, что причинило мызе большой ущерб. В ходе последующих сражений на Синимяэских высотах в 1944 году большинство вспомогательных зданий мызы и остатки первого этажа господского дома были окончательно разрушены.

## Мызный комплекс
Из вспомогательных мызных строений сохранились амбар и кузница; последняя внесена в Государственный регистр памятников культуры Эстонии. В настоящее время в отреставрированных амбаре и кузнице располагается Музей Синимяэских высот (Музей Вайвараских Синих гор).